# La Circassienne au Bain
La Circassienne au Bain, também conhecido como Une Baigneuse, foi um grande quadro a óleo Neoclássico, pintado em 1814 por Merry-Joseph Blondel. Retratava uma mulher circassiana, em tamanho real, a banhar-se num cenário idealizado da Antiguidade Clássica. O quadro foi destruído no naufrágio do RMS Titanic em 1912.
Aquando do processo dos pedidos de indemnização por objectos perdidos por passageiros no naufrágio, em Janeiro de 1913, o quadro ganhou notoriedade ao ser avaliado como o objecto de maior valor a bordo do navio.

## História

### Exposição no Louvre
O quadro foi exposto pela primeira vez no Salon de Paris, no Louvre, em Novembro de 1814. A reacção do críticos ao quadro foi pouco efusiva, com algumas descrições positivas relativamente à competência de execução e à atenção ao pormenor do artista, Blondel. Para além de infelicidades técnicas sobre a posição do corpo e a ausência de "graça" da jovem, a principal preocupação dos críticos parece ter sido que, apesar de ser um trabalho ambicioso, não era tão visualmente excitante como obras anteriores de Blondel. Todavia, por volta de 1823, a crítica já se afirmava mais entusiástica acerca do quadro, aparentemente influenciada pela recepção popular favorável a reproduções impressas do quadro, e à progressão da carreira de Blondel.

### Perda no RMSTitanic
Em janeiro de 1913, foi aberto um processo judicial contra a White Star Line, feita por Mauritz Håkan Björnström-Steffansson, sobrevivente do naufrágio do RMS Titanic, ocorrido em abril do ano anterior, pedindo indenização pela perda da pintura. O valor do pedido era de 100 000 dólares (equivalente a 2,6 milhões de dólares em 2020), tornando-o de longe o item, de bagagem ou carga, de maior valor perdido no naufrágio. Bjornstrom-Steffansson não recebeu a indenização que pedira; todos os processos contra a White Star foram acertados por um valor combinado de US$ 644 000.

#### Dimensões do quadro
O processo de Steffansson descrevia o quadro como tendo dimensões de "8 x 4 ft" (244 x 122 cm), mas não especificava se estas dimensões se referiam à tela propriamente dita, à tela juntamente com a moldura, ou ao tamanho do caixote que acondicionava o quadro. Estas dimensões não são coerentes com as convenções de tamanho padrão para os quadros deste gênero, formalizadas durante o século XIX. Do mesmo modo, também não há conhecimento de nenhum outro quadro de Blondel com tais proporções de dimensão. Os quadros existentes de Blondel, representando mulheres em corpo inteiro, que se encontram no domínio público, estão em conformidade com os padrões franceses de tela tamanho F120 (figure 120), ou seja, 195cm x 130cm, com uma margem de mais ou menos 10cm.